# Margrietus van den Berg
Margrietus Johannes (Max) van den Berg (n. 22 martie 1946, Ammerstol⁠(d), Krimpenerwaard⁠(d), Olanda de Sud, Țările de Jos) este un om politic neerlandez.
A fost membru al partidului Partij van de Arbeid din Țările de Jos și în perioada 1979-1986 președintele acestui partid. A fost membru al Parlamentului European în perioada 1999-2004 și în perioada 2004-2007. Din 2007 este Comisarul reginei pentru provincia Groningen.